# Загвэ

Загвэ

Загвэ́ (бирм. изогнутое за) — 8-я буква бирманского алфавита, обозначающая слог ЗА. В сингальских палийских текстах загвэ соответствует букве джаянна, в тайском пали соответствует букве чочанг.
Графически загвэ симметрична относительно горизонтальной прямой 32-й букве абхазского алфавита . см. Ҩ (кириллица)

## Слова на загвэ
Имена, начинающиеся на загвэ, даются детям, родившимся во вторник. Присутствие в слове этой буквы учитывается также при совершении ритуалов подношения.

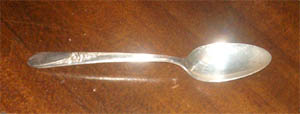
Зун — ложка

В бирманском словаре слов, начинающихся на загвэ, меньше одного процента от общего количества.
- Зоджи — факир
- Зани — жена
- Зун — ложка